# Quimistán
Quimistán is een gemeente (gemeentecode 1618) in het departement Santa Bárbara in Honduras. Zowel qua oppervlakte als qua inwonertal is het de grootste gemeente van het departement. De gemeente grenst aan Guatemala.
De plaats ligt in de Vallei van Quimistán. Het is een van de oudere plaatsen in Honduras. De grond werd uitgemeten en verdeeld in opdracht van de conquistador Pedro de Alvarado, toen deze gouverneur van Honduras was.
Over de herkomst van de naam bestaan verschillende versies. Volgens sommigen is deze afkomstig uit het Nahuatl, en betekent het "Plaats van Muizen" of "Plaats van Spionnen". Volgens anderen is de plaats genoemd naar een Spanjaard met de achternaam Quimistay, die in dit gebied een goudmijn had met de naam Buena Nueva.

## Bevolking
De bevolking is als volgt verdeeld:
| Vrouwen | 26.327 | 49,8% |
| Mannen  | 26.557 | 50,2% |

## Dorpen
De gemeente bestaat uit 40 dorpen (aldea), waarvan de grootste qua inwoneraantal: Quimistán  (code 161801) en Pinalejo (161825).

## Geboren in Quimistán
- 1978: Mauricio Sabillón, voetballer